# Аляви
Аляви (рос. Алявы) — хутір у Єланському районі Волгоградської області Російської Федерації.
Населення становить 226  осіб. Входить до складу муніципального утворення Алявське сільське поселення.

## Історія
Хутір розташований у межах українського історичного та культурного регіону Жовтий Клин.
Згідно із законом від 24 грудня 2004 року № 980-ОД органом місцевого самоврядування є Алявське сільське поселення.

## Населення
| 2010 | 2012 | 2013 | 2014 | 2015 | 2016 | 2017 |
| ---- | ---- | ---- | ---- | ---- | ---- | ---- |
| 259  | ↗262 | ↘256 | ↘250 | ↘234 | ↘223 | ↗226 |